# Banksia brownii
Banksia brownii ist eine Pflanzenart aus der Gattung Banksia in der Familie der Silberbaumgewächse (Proteaceae). Die natürlichen Vorkommen dieser im Südwesten Australiens endemischen Pflanzenart sind vor allem durch eingeschleppte Krankheitserreger stark bedroht. Wie andere Banksia-Arten wird auch Banksia brownii aufgrund ihrer attraktiven Blütenstände als Schnittblume vor allem im australischen Gartenbau kultiviert; im Vergleich zu anderen Banksia-Arten spielt sie dabei allerdings eine eher untergeordnete Rolle.

## Beschreibung

### Erscheinungsbild, Rinde und Blatt
Banksia brownii wächst meist als aufrechter Strauch mit Wuchshöhen zwischen 1 und 3 Metern, gelegentlich aber auch als bis zu 6 Meter hoher kleiner Baum oder in höheren, exponierten Lagen als niedriger, verbreiterter Strauch. Die graubraune Rinde ist glatt, dünn und mit Korkwarzen besetzt.
Die dunkelgrünen Laubblätter sind lang und dünn, zwischen 3 und 10 Zentimeter lang und 5 bis 10 Millimeter breit. Auf der Unterseite sind sie mit weißen Härchen versehen. Die Oberfläche ist unbehaart. Auf den ersten Blick wirkt das Blatt wie gefiedert, ist aber sehr stark gelappt. Die Einschnitte zwischen den bis zu 70 lanzenförmigen und zur Spitze gebogenen Blattlappen enden kurz vor der Mittelrippe.

### Blütenstand und Blüte
Der endständige, aufrechte, verzweigte, kolbenförmige Blütenstand ist mit einer Höhe von 6 bis 19 Zentimetern und einem Durchmesser von 8 bis 10 Zentimetern annähernd zylindrisch. Der Blütenstand ist metallisch rotbraun. Um die verholzte Hauptachse stehen spiralförmig Hunderte von dicht stehenden Einzelblüten. Sie setzen sich zusammen aus vier verwachsenen Tepalen, die am Ansatz cremefarben und am Ende graubraun sind. Der lange, dünne Griffel ist rostrot mit einer cremefarbenen Spitze und leicht herabgebogen.

### Frucht und Samen
Die kolbenförmige Sammelbalgfrucht setzt sich aus bis zu sechzig Einzelbälgen zusammen, üblich sind jedoch nur wenige. Die einzelnen Balgfrüchte sind verholzt und weisen einen Durchmesser von etwa 5 Zentimetern auf. Die welken Blütenteile lassen sie wollig behaart erscheinen. Jeder Einzelbalg enthält, ungewöhnlich für eine Banksia, nur einen einzelnen Samen. Diese glänzend schwarzen Samen sind bei einer Länge von bis zu 20 Millimeter oval, und besitzen einen braunen, papierartigen Flügel.

## Ökologie
Küstennahe Pflanzenpopulationen blühen in der Regel erstmals im fünften Lebensjahr, die Population in Stirling Range hingegen erst Jahre später. Untersuchungen an einem Standort dort ergaben, dass selbst im achten Jahr erst 15 % der Pflanzenexemplare blühten. Die Blütezeit ist variabel. Sie beginnt im März und endet im August mit einem Höhepunkt im Juni. Die Blüten öffnen sich mehrheitlich am Tage.
Wie andere Banksia-Arten produziert auch Banksia brownii große Mengen Nektar und dient so als Futterquelle für zahlreiche Vögel, Insekten und Säugetiere. Neben einheimischen wie eingeführten Bienen, Honigfressern wie dem Weißaugen-Honigfresser, dem Rotlappen-Honigfresser oder dem Buntkopf-Honigfresser dienen dabei auch Säugetiere wie die Australische Buschratte oder der Honigbeutler als Bestäuber.
Banksia brownii ist grundsätzlich selbstkompatibel, wenngleich beobachtet werden konnte, dass es im Rahmen der natürlichen Selektion zu einer Benachteiligung von Samen aus Selbstbestäubung kommt. Dessen ungeachtet ließ sich jedoch feststellen, dass die Art eine der niedrigsten Kreuzungsraten aller Banksia-Arten hat. Möglicherweise ist dies bedingt durch die geringe Größe der Populationen, welche den Besuch von Bestäubern kaum anregt und so die Wahrscheinlichkeit einer Fremdbestäubung reduziert.
Bei weniger als 1 % der Blüten kommt es zu einer erfolgreichen Bestäubung und Befruchtung sowie zur Ausbildung der Frucht. Über 50 % der Blütenstände bilden überhaupt keine Frucht aus. Auch die Überlebensrate der Samen selbst ist ausgesprochen niedrig, mehr als die Hälfte der Samen einer Pflanze fällt Motten und Rüsselkäfern zum Opfer, die sich in die Früchte bohren, deren Larven die Samen fressen und die sich in den Bälgen verpuppen. Weitere Verluste verursachen Körnerfresser wie zum Beispiel Kakadus, welche die Früchte öffnen, um Samen und Larven gleichermaßen zu fressen.
Die Früchte bleiben über Jahre hinweg an der Mutterpflanze. Ein kleiner Teil der Balgfrüchte reift und öffnet sich spontan und gibt so die Samen frei. Die Mehrzahl der Bälge bleibt jedoch verschlossen bis zum nächsten Buschfeuer, bei dem sich die Bälge dann öffnen. Diese Buschfeuer vernichten zwar die Mutterpflanze, die weder durch eine dicke Rinde geschützt ist noch durch Lignotuber neu austreiben kann, ermöglichen aber die Regeneration des Bestandes durch die ausgebrachte Saat.
Da Banksia brownii ihre Samen größtenteils erst nach Buschfeuern freigibt, müssen diese in regelmäßigen Abständen erfolgen, um den Beständen die Produktion und Freigabe hinreichender Mengen an Samen zu ermöglichen. Das optimale Intervall liegt dabei bei rund 18 Jahren. Wenn sich die Abstände verringern, verbrennen die Pflanzen noch als unreife Pflanzen beziehungsweise bevor sie hinreichende Mengen an Samen zur Regeneration des Bestandes gebildet haben. Wenn die Feuer hingegen in zu großen Abständen erfolgen, sterben die Pflanzen noch vor der Freisetzung ihrer Samen ab.

## Vorkommen

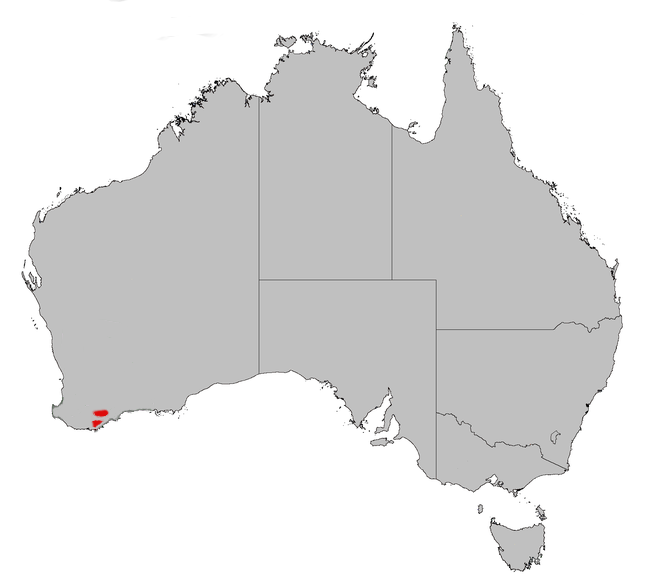
Verbreitung von Banksia brownii in Australien

Banksia brownii ist endemisch im Südwesten von Western Australia zwischen Albany und dem Stirling-Range-Gebirge. Das Gebiet ist mit 19 Banksia-Arten (darunter fünf weiteren Endemiten) der Verbreitungsschwerpunkt der Gattung. Banksia brownii wächst in zwei geografisch voneinander getrennten Gebieten. Im südlichen Areal findet sie sich meist in von Eucalyptus marginata dominierten Wäldern mit flachen, nährstoffarmen, weißen oder grauen Sandböden auf Laterit. Im nördlichen Teilareal im Stirling Range-Gebirge wächst Banksia brownii in Höhenlagen zwischen 500 und 1100 Metern, in Heideland auf felsigen Berghängen und -gipfeln und in Schluchten auf Schiefergestein. Vergesellschaftet ist sie mit weiteren Arten der Gattung Banksia sowie Arten der Gattungen Dryandra, Lambertia, Isopogon, Hakea, Adenanthos, Eucalyptus, Agonis, Kunzea und Beaufortia.
Nur 17 Standorte sind von Banksia brownii bekannt, sie umfassen insgesamt etwa 12.000 Individuen. Dabei bestehen nur fünf der Standorte aus mehr als 200 Individuen und nur zwei aus mehr als 500. Die Hälfte der Standorte umfasst weniger als 20 Individuen.
Das Klima in diesem Gebiet ist gemäßigt-temperiert. Die Temperaturen schwanken zwischen 4 und 30 °C. Die Jahresniederschläge liegen bei 800 Millimeter.

## Gefährdung und Status
Bis auf zwei Standorte leiden alle Populationen von Banksia brownii an einem durch den pflanzenschädigenden Organismus Phytophthora cinnamomi ausgelösten Sterben, das auch zahlreiche andere südwestaustralische Pflanzenarten bedroht und zur Wurzelfäule führt. Auch die beiden bisher nicht infizierten Standorte liegen in gefährdeten Gebieten und gelten daher ebenfalls als bedroht.
Eine Bekämpfung des Waldsterbens erfolgt durch Zugangsbeschränkungen der Standorte sowie das weiträumige Ausbringen von Phosphit, das die Widerstandsfähigkeit der Pflanzen gegen Infektionen stärkt und zugleich als Mittel gegen Phytophthora wirksam ist. Das Versprühen aus der Luft kann den Pflanzen jedoch ebenfalls schaden, da die Aufnahme durch die Blätter das Wachstum von Wurzeln und Trieben beeinträchtigt, daher kann das Mittel nur begrenzt eingesetzt werden. Diese Bekämpfungsmaßnahmen werden begleitet von der Sammlung und Kaltlagerung von Samen für spätere Wiederaufforstungen.
Neben dem Sterben durch Phytophthora cinnamomi unterliegt die Art auch der Gefährdung durch Habitatverluste aufgrund von Rodungen für Siedlungszwecke, Intervalländerungen der notwendigen Buschfeuer sowie durch die Sammlung von Blütenständen zu kommerziellen Zwecken. Auch die zunehmende Fragmentierung der Standorte bedroht die Art, da sie mittelbar zu genetischen Flaschenhälsen und verringerter Vitalität führen kann.
Banksia brownii wird seit 1999 in Australien als Endangered („stark gefährdet“) gelistet und als Rare („selten“) im Western Australia's Wildlife Conservation Act. Anhand dieser Einstufungen konnten einige Bedrohungen (wie Rodungen und kommerzielle Absammlung) reduziert werden. Zusätzlich geschützt sind die nördlichen Bestände des Stirling Range, da das Gebiet als Nationalpark eingestuft ist (Stirling-Range-Nationalpark). Dessen ungeachtet wurde aufgrund des Sterbens der Art und eines errechneten Rückgangs der Bestände um 80 % in drei Generationen eine Anhebung der Gefährdungsstufe auf Critically Endangered („vom Aussterben bedroht“) gefordert.
Es wird davon ausgegangen, dass Banksia brownii ohne Schutzmaßnahmen innerhalb von 10 Jahren ausgestorben sein wird. Das vollständige Verschwinden der Art kann unvorhergesehene und möglicherweise weitreichende Folgen für das Funktionieren der Ökosysteme durch die Veränderung der Vegetationszusammensetzungen haben, in denen Banksia brownii ein wesentliches Element darstellt (not only a tragedy in itself but may have unforeseen, and potentially disastrous, consequences for the functioning of the vegetation communities of which feather-leaved banksia is an integral part.)

## Systematik

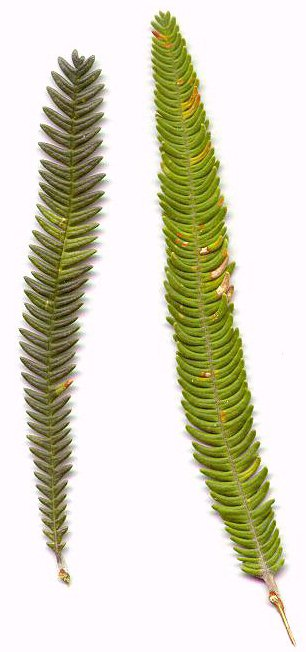
Blattvariationen von Banksia brownii. Links: Bergform, rechts: „Millbrook Road“-Form.

Von zwei genetisch verschiedene Typen von Banksia brownii wird derzeit berichtet: einer Bergform, die sich durch einen strauchigen Habitus, kurze, dünne und harte Blätter und einen gedrängten Blütenstand auszeichnet und die „Millbrook Road Form“, die als Baum wächst und längere, breitere und weiche Blätter hat. Diese Formen haben gegenwärtig keinen systematischen Rang. Genetische Untersuchungen sind jedoch geplant, die ermitteln sollen, ob für die beiden Formen Unterartstatus gerechtfertigt ist. Unter Liebhabern finden sich auch Berichte von einer Kreuzung zwischen beiden Typen, deren Nachkommen aber nicht fertil sind. Dies kann als ein Indiz für einen möglichen Artrang beider Formen gewertet werden.
Banksia brownii wird aktuell in der Untergattung Banksia, Sektion Oncostylis, Reihe Spicigerae platziert (Letzteres wegen der zylindrischen Blütenstände). Die Spicigerae werden als eine der ältesten Reihen der Banksien verstanden, sie umfasst sowohl west- wie ostaustralische Arten, was darauf schließen lässt, dass sie bereits auf die Zeit vor der Entstehung der Nullarbor-Wüste zurückgeht. Ihr nächster Verwandter ist Banksia occidentalis, die sich durch kleinere, dunkelrote Blüten und nur schwach gezähnte Blätter von Banksia brownii unterscheidet.
Phylogenetische Untersuchungen, die sowohl auf morphologischen wie molekulargenetischen Merkmalen basieren, bestätigten die Einstufung in die Sektion Oncostylis und die enge Verwandtschaft mit Banksia occidentalis.

### Botanische Geschichte
Banksia brownii wurde erstmals 1829 nahe dem King George Sound von William Baxter gesammelt und von diesem erstbenannt, das Artepitheton ehrt den britischen Botaniker Robert Brown. Die formale Erstbeschreibung stammt von ebendiesem und erschien 1830 im Anhang zu Prodromus Florae Novae Hollandiae. Brown platzierte Banksia brownii in der Untergattung Banksia verae, den „Echten Banksien“, da ihr Blütenstand ein typischer Banksia-Blütenstand ist. Die Banksia verae wurden von Stephan Endlicher 1847 in Eubanksia umbenannt und 1856 von Carl Meissner zur Sektion herabgestuft. Meissner teilte die Sektion auch noch in drei Reihen und platzierte Banksia brownii bei den Dryandroideae. George Bentham verwarf 1870 in seiner Schrift Flora Australiensis Meissner's Reihen und fasste die Arten mit hakenförmigen Griffeln in einer Sektion zusammen, die er Oncostylis taufte. Diese Systematik hatte über einhundert Jahre Bestand bis zur Veröffentlichung von Alex Georges Monografie The Genus Banksia L.f. (Proteaceae) im Jahre 1981.

## Verwendung

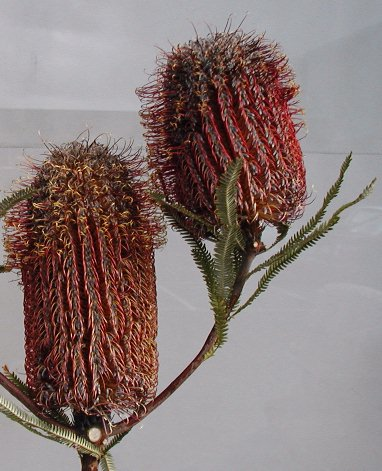
Banksia brownii als Schnittblume

Dank der großen, metallisch-roten Blütenstände sowie der äußerst weichen und ansprechenden federartigen Blätter eignet sich Banksia brownii ebenso wie andere Banksia-Arten als gartenbauliche Kulturpflanze. Allerdings steht sie in ihrer Bedeutung als Schnittblume im australischen Gartenbau deutlich hinter anderen kultivierten Banksia-Arten wie z. B. Banksia coccinea, Banksia prionotes oder Banksia burdetti.
Banksia brownii ist eine entsprechend weit verbreitete Kulturpflanze in Regionen, die nicht vom Phytophthora-Sterben betroffen sind. Sie bevorzugen einen geschützten, gut dränierten Standort, der im Sommer feucht gehalten wird. Banksia brownii ist schnellwüchsig, blüht aber erst nach einigen Jahren. Einmal etabliert, ist Banksia brownii frosthart und kann maßvoll beschnitten werden. Die Blüten sind besonders als späte Knospen attraktiv, mit ihrer Öffnung verlieren sie jedoch ihre Farbe.
Haupthindernis der Kultivierung ist die erwähnte Anfälligkeit von Banksia brownii gegen den Krankheitserreger Phytophthora cinnamomi, der auch häufig in Gärten anzutreffen ist. Eine Veredelung auf Wurzelstöcke von Banksia integrifolia reduziert die Anfälligkeit dagegen und ermöglicht zugleich die Pflanzung auf Böden, die vom Profil von Banksia brownii abweichen.